# Samuel Kinner
Samuel Kinner (* unsicher: 1604; † unsicher: 10. August 1668 in Brieg) war ein deutscher Kirchenlieddichter.

## Leben und Werk
Während der Kirchenliedforscher Philipp Wackernagel vermutet, Kinner könne ein Sohn des Kirchenlieddichters Martin Kinner von Scherffenstein gewesen sein, führt der Autor des ADB-Artikels eine andere These an. Ihm zufolge könnte der Kirchenlieddichter Samuel Kinner die gleiche Person sein wie der Breslauer Arzt gleichen Namens, der am 10. August 1668 65-jährig in Brieg verstorben war, dann aber könnte er höchstens ein Enkel Martin Kinners sein.
Kinner dichtete ein Abendmahlslied, das insbesondere in Schlesien sehr verbreitet war. Es findet sich zuerst im zu Leipzig 1638 oder bereits 1630 gedruckten Gesangbuch von Jeremias Weber.

## Werke
- Herr Jesu Christ, Du hast bereit für unsre matten Seelen